# Nahant
Nahant è un comune degli Stati Uniti d'America facente parte della contea di Essex nello stato del Massachusetts.
Si trova su una penisola che si allunga nella baia del Massachusetts